# بنانا يوشيموتو
بنانا يوشيموتو هو الاسم الأدبي للكاتبة اليابانية المعاصرة ماهوكو يوشيموتو المولودة في طوكيو 24 يوليو 1964. تُعد روايتها مطبخ المُرفقة بقصة قصيرة لها بعنوان خيالات ضوء القمر إحدى أشهر الأعمال الأدبية التي تُعرف عن الأدب الياباني في السياق الادبي العربي.

## حياتها وتعليمها
يوشيموتو هي ابنة تاكاكي يوشيموتو (الذي يُعرف أيضاً بـ ريومي يوشيموتو) أحد أشهر الفلاسفة والنقاد اليابانيين، وأكثرهم تأثيراً في الستينات، وبالإضافة إلى الأب الشهير، فإن أختها هارونو يويكو صانعة أفلام كرتونية شهيرة في اليابان. ومن نشأتها في عائلة ليبرالية، تعلمت يوشيموتو قيمة الاستقلالية منذ سن مبكرة. تخرجت من كلية الآداب في جامعة نيهون، مًتخصصة في الأدب، وفي ذلك الوقت اتخذت لنفسها الاسم الأدبي بنانا، وميزته بأنه «لطيف» و«مزدوج الجنس بشكل مقصود».
بينما كانت تعمل كنادلة في مطعم نادي غولف في 1987، بدأت يوشيموتو مهنتها الأدبية. وتُسَمي الكاتب الأمريكي ستيفن كنغ واحداً من المؤثرين الابتدائيين الكبار عليها، جاذبة الانتباه خصوصاً إلى قصصه غير المرعبة. وبينما بدأت كتاباتها الأدبية، أثر آخرون عليها مثل ترومان كابوت وإسحاق باشفيتش سنغر.

## النشاط الأدبي
كانت أول رواياتها، مطبخ، نجاحاً فورياً منقطع النظير، وأعيد طبعها ستين مرة في اليابان وحدها. صُنع فيلمان من القصة، فيلم تلفزيوني للتلفزيون الياباني، وآخر أوسع انتشاراً آنتجه يم هو في هونغ كونغ 1997. وفازت بجائزة كاين السادسة للكتاب المبتدئين في نوفمبر 1987، وجائزة أوميستوبام للرواية الأولى، وجائزة إيزومي كيوكا الأدبية السادسة عشرة في 1988.
رواية أخرى لها، وهي وداعا تسوغومي، أنتجت أيضاً كفيلم في 1990، أخرجه إيشيكاوا جن. وتلقت ردود فعل مختلفة؛ فاعتبرها النقاد سطحية وتجارية، بينما رأى معجبوها أنها آسرة، وتعبر فعلاً عما يعنيه أن يكون المرء شاباً ومُحبَطاً في اليابان الحديثة. يوشيموتو نفسها تُعرف ثيمتيها الأساسيتين في أعمالها بأنهما: إرهاق الشباب في اليابان المُعاصرة وكيف تصوغ التجارب المروعة حياة الإنسان. وبالرغم من أن النقاد يعتبرونها كاتبة «من الوزن الخفيف»، إلا أنها تُعلن وبدون خجل أنها تطمح إلى جائزة نوبل للأدب.
تتضمن أعمال يوشيموتو اثنتي عشرة رواية، وسبع مجموعات من المقالات (تتضمن حلوى الأناناس، وأغنية من بنانا). باعت كتبها أكثر من ستة ملايين نُسخة حول العامل، وتضمنت ثيماتها الحب، الصداقة، قوة الأسرة، وتأثير الفقد على الروح الإنسانية.
تُرجم لبنانا يوشيموتو عملها الشهير مطبخ، مُرفقاً به روايتها القصيرة خيالات ضوء القمر، والتي تتبع مطبخ في مُعظم الطبعات العالمية لها، إلى العربية عن طريق المجلس الأعلى للآداب والفنون في الكويت.

## أعمالها
- مطبخ
- NP
- سحلية
- نائم
- أمريتا
- وداعا تسوغومي
- ماكر
- خيالات ضوء القمر (أيضاً ظل ضوء القمر)
- الزلزلة
- مشعوذة الأرجنتين
- صلب وسيء الحظ
- لا غطاء للبحر، استوحت القصة من أغنية للفنانة “هارا ماسومي” بنفس العنوان.

## وصلات خارجية
- بنانا يوشيموتو على موقع IMDb (الإنجليزية)
- بنانا يوشيموتو على موقع الموسوعة البريطانية (الإنجليزية)
- بنانا يوشيموتو على موقع مونزينجر (الألمانية)
- بنانا يوشيموتو على موقع ميوزك برينز (الإنجليزية)
- بنانا يوشيموتو على موقع ديسكوغز (الإنجليزية)
- بنانا يوشيموتو على موقع قاعدة بيانات الفيلم (الإنجليزية)
- موقع بنانا يوشيموتو الرسمي (بالإنجليزية واليابانية)
- مقالة عن يوشيموتو (بالإنجليزية)